# 泰韦罗拉
泰韦罗拉（義大利語：Teverola），是意大利卡塞塔省的一个市镇。总面积6平方公里，人口13461人，人口密度2243.5人/平方公里（2009年）。ISTAT代码为061092。